# Everything in Its Right Place
"Everything in Its Right Place" là ca khúc của ban nhạc rock người Anh Radiohead và mở đầu cho album Kid A (2000). Ca khúc bao gồm nhiều âm thanh synthesizer, giọng hát, băng thu âm sẵn và ca từ lấy cảm hứng từ giai đoạn trầm cảm của Thom Yorke trong quá trình thực hiện album OK Computer (1997).
"Everything in Its Right Place" vốn được Yorke sáng tác cho piano. Radiohead đã cùng nhau thử thu âm dưới nhiều phiên bản khác nhau trước khi chọn synthesizer – thứ được miêu tả là bước ngoặt định hình toàn bộ album. Cho dù nhiều người hâm mộ cho rằng ca khúc quá khác biệt so với thứ nhạc rock trước đây của ban nhạc, tuy nhiên "Everything in Its Right Place" lại được coi là một trong những ca khúc xuất sắc nhất của thập niên 2000 bởi rất nhiều tạp chí danh tiếng.